# Paul Hildgartner
Paul Hildgartner (Chienes, 8 giugno 1952) è un ex slittinista italiano.
È stato uno dei più forti ed eclettici atleti di questo sport, l'unico che sia mai stato capace di vincere tanto nel singolo quanto nel doppio la medaglia d'oro ai Giochi olimpici, ai mondiali ed agli europei.

## Biografia
In carriera inizialmente ha gareggiato in entrambe le discipline, ma è nel doppio che ha colto i primi successi, in coppia con Walter Plaikner, trionfando sia ai campionati mondiali che in quelli europei del 1971 e l'anno successivo vincendo la medaglia d'oro ai Giochi olimpici di Sapporo 1972 ex aequo con il duo della Germania Est formato da Horst Hörnlein e Reinhard Bredow.
Dopo aver conseguito un bronzo mondiale nel 1973 ed un altro oro europeo nel 1974 ha concluso la sua avventura nella specialità del doppio dopo il ritiro dall'attività agonistica di Plaikner, avvenuto all'indomani dell'undicesima piazza ottenuta alle Olimpiadi di Innsbruck 1976.
Focalizzandosi esclusivamente nel singolo è riuscito nuovamente a primeggiare in tutte le più importanti competizioni internazionali, conquistando la medaglia d'argento ai Giochi di Lake Placid 1980 e quella d'oro nella successiva rassegna a cinque cerchi a Sarajevo 1984, ed inoltre un oro nel 1978 e due bronzi nel 1979 e nel 1983 ai campionati mondiali e due titoli europei nel 1978 e nel 1984
Ha debuttato nella gara inaugurale della Coppa del Mondo del 20 dicembre 1977 a Schönau am Königssee ottenendo subito la prima vittoria nel singolo. In classifica generale per tre volte, nel 1978/79, nel 1980/81 (a pari punti con Ernst Haspinger) e nel 1982/83 ha vinto il trofeo del singolo.
A Sarajevo 1984 ha avuto altresì l'onore di essere nominato portabandiera della rappresentativa italiana alla cerimonia d'apertura dei Giochi olimpici; tale privilegio gli è stato conferito pure quattro anni più tardi a Calgary 1988, dove però riuscì a piazzarsi soltanto 10°.
Insieme al marciatore Ugo Frigerio, allo schermidore Edoardo Mangiarotti e allo sciatore Gustav Thöni, Hildgartner ha avuto l'onore di essere scelto per due volte come portabandiera dell'Italia nella cerimonia di apertura dei giochi olimpici.
Come riconoscimento di questa strepitosa carriera, nel 2004 è stato il primo, insieme a Klaus Bonsack e Margit Schumann, ad essere introdotto nella Hall of Fame della Federazione Internazionale di Slittino.
In suo onore la curva numero diciassette della pista di Cesana Torinese, che è stata la sede di gara per quanto concerne bob, slittino e skeleton ai Giochi olimpici di Torino 2006, è stata ribattezzata con il suo nome.

## Palmarès

### Olimpiadi
- 3 medaglie:
  - 2 ori (doppio a Sapporo 1972; singolo a Sarajevo 1984);
  - 1 argento (singolo a Lake Placid 1980).

### Mondiali
- 5 medaglie:
  - 2 ori (doppio a Valdaora 1971; singolo ad Imst 1978);
  - 3 bronzi (doppio ad Oberhof 1973; singolo a Schönau am Königssee 1979; singolo a Lake Placid 1983).

### Europei
- 6 medaglie:
  - 4 ori (doppio ad Imst 1971; doppio ad Imst 1974; singolo ad Hammarstrand 1978; singolo a Valdaora 1984);
  - 1 argento (singolo a Valdaora 1980);
  - 1 bronzo (gara a squadre a Schönau am Königssee 1988).

### Coppa del Mondo
- Vincitore della Coppa del Mondo nella specialità del singolo nel 1978/79, nel 1980/81 e nel 1982/83.
- 22 podi (tutti nel singolo):
  - 11 vittorie;
  - 7 secondi posti;
  - 4 terzi posti.

#### Coppa del Mondo - vittorie
| Data             | Luogo                | Paese          | Disciplina |
| ---------------- | -------------------- | -------------- | ---------- |
| 20 dicembre 1977 | Schönau am Königssee | Germania Ovest | Singolo    |
| 21 gennaio 1979  | Imst                 | Austria        | Singolo    |
| 18 febbraio 1979 | Igls                 | Austria        | Singolo    |
| 21 dicembre 1980 | Winterberg           | Germania Ovest | Singolo    |
| 11 gennaio 1981  | Imst                 | Austria        | Singolo    |
| 17 gennaio 1982  | Imst                 | Austria        | Singolo    |
| 30 gennaio 1983  | Lake Placid          | Stati Uniti    | Singolo    |
| 27 febbraio 1983 | Schönau am Königssee | Germania Ovest | Singolo    |
| 15 gennaio 1984  | Imst                 | Austria        | Singolo    |
| 26 febbraio 1984 | Schönau am Königssee | Germania Ovest | Singolo    |
| 11 gennaio 1987  | Valdaora             | Italia         | Singolo    |

## Onorificenze
- Medaglia d'oro al valore atletico (1971 e 1972)

## Riconoscimenti
- Nel 1980, lo Sci Club Forlì gli ha conferito il premio nazionale Cristallo d'Oro.